# Èric el Sant
Erik Jedvardsson (Västergötland, Suècia, ca. 1120 - Uppsala, 18 de maig de 1160), conegut com a Eric el Sant fou rei de Suècia entre 1156 i 1160. Habitualment es troba numerat com a Eric IX de Suècia, però la numeració és errònia: estrictament, va ser el quart rei suec d'aquest nom. És venerat com a sant per diverses confessions cristianes i considerat i patró de Suècia.

## Biografia
Nascut en data desconeguda, era fill del noble Jedvard. En 1150 fou elegit rei pels suecs d'Uppland (regió d'Uppsala), mentre regnava a Suècia Sverker I el Vell. Quan aquest va ser assassinat el 1156, Eric pogué regnar sobre tot el país, tot i que alguns cronistes medievals el consideren com un usurpador. El seu dret al tron es deu al fet que va maridar Cristina Bjørnsdatter, noble danesa i neta del rei Inge I de Suècia.
Les obres religioses van marcar el seu regnat: va donar suport a l'expansió del cristianisme, va acabar i consagrar la catedral d'Uppsala (la ciutat vella) i va organitzar la primera croada a Finlàndia el 1155, per tal de cristianitzar el territori, encara pagà. Aquesta campanya va iniciar el domini suec sobre Finlàndia fins al segle xix.
Va morir assassinat el 1160, el dia de l'Ascensió, prop de la catedral d'Uppsala: en sortir de missa va ser colpejat per uns homes, va caure del cavall i va ser decapitat. Els sospitosos tenien lligams amb la dinastia rival de Sverker, que intentava tornar a controlar el reialme. Una llegenda diu que al lloc on va vessar la seva sang va sorgir una font, coneguda com a Font de Sant Eric, encara existent vora la catedral.

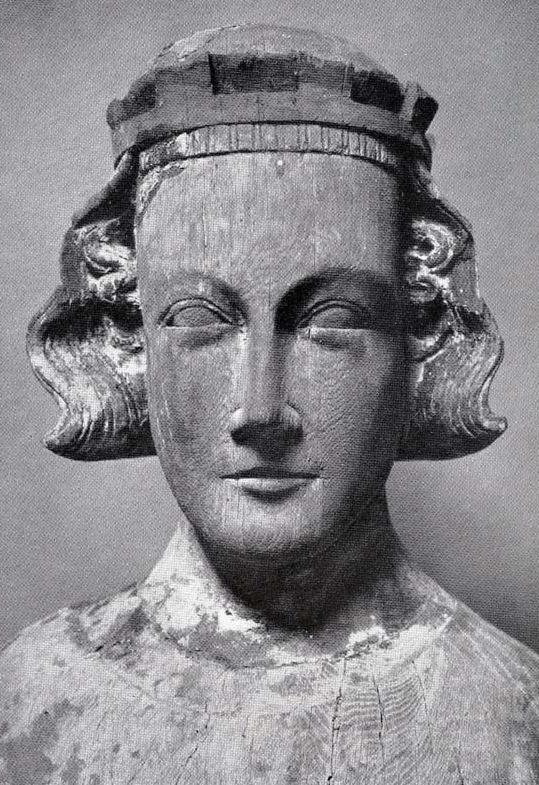
Cap de fusta a l'església de Roslagsbrö (Suècia), ca. 1400
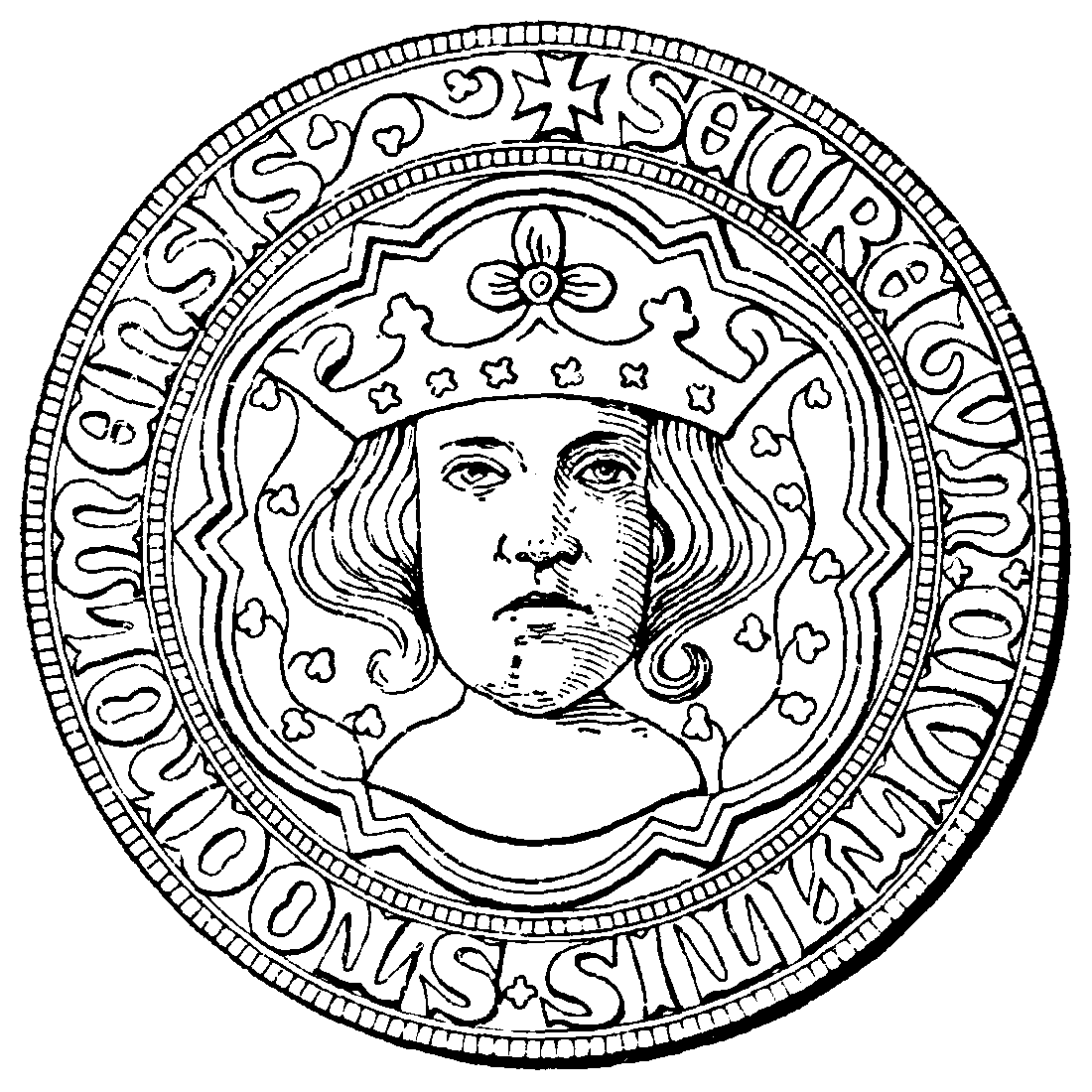
Segell d'Estocolm de 1376, amb la imatge del rei

## Veneració
Soterrat a la catedral d'Uppsala la Vella. Ja en 1167, les restes van ser exposades com a relíquies i en 1273 van ser traslladades a la nova catedral d'Uppsala, seu del nou arquebisbat.
L'assassinat del rei va ser aviat considerat com un martiri --promogut per son fill Canut I de Suècia-- i Eric va començar a ésser venerat com a sant local a Uppland, culte que es va estendre a tot Suècia i, després, al conjunt d'Escandinàvia. La festivitat se celebrava l'aniversari de la mort, el 18 de maig.
El papa Alexandre III no va voler reconèixer-ne la santedat en 1172, i l'Església Catòlica no l'ha canonitzat mai formalment, tot i que el seu culte va ser permès.
Habitualment es representa com un jove cavaller, amb una espasa a la mà i l'estendard suec.

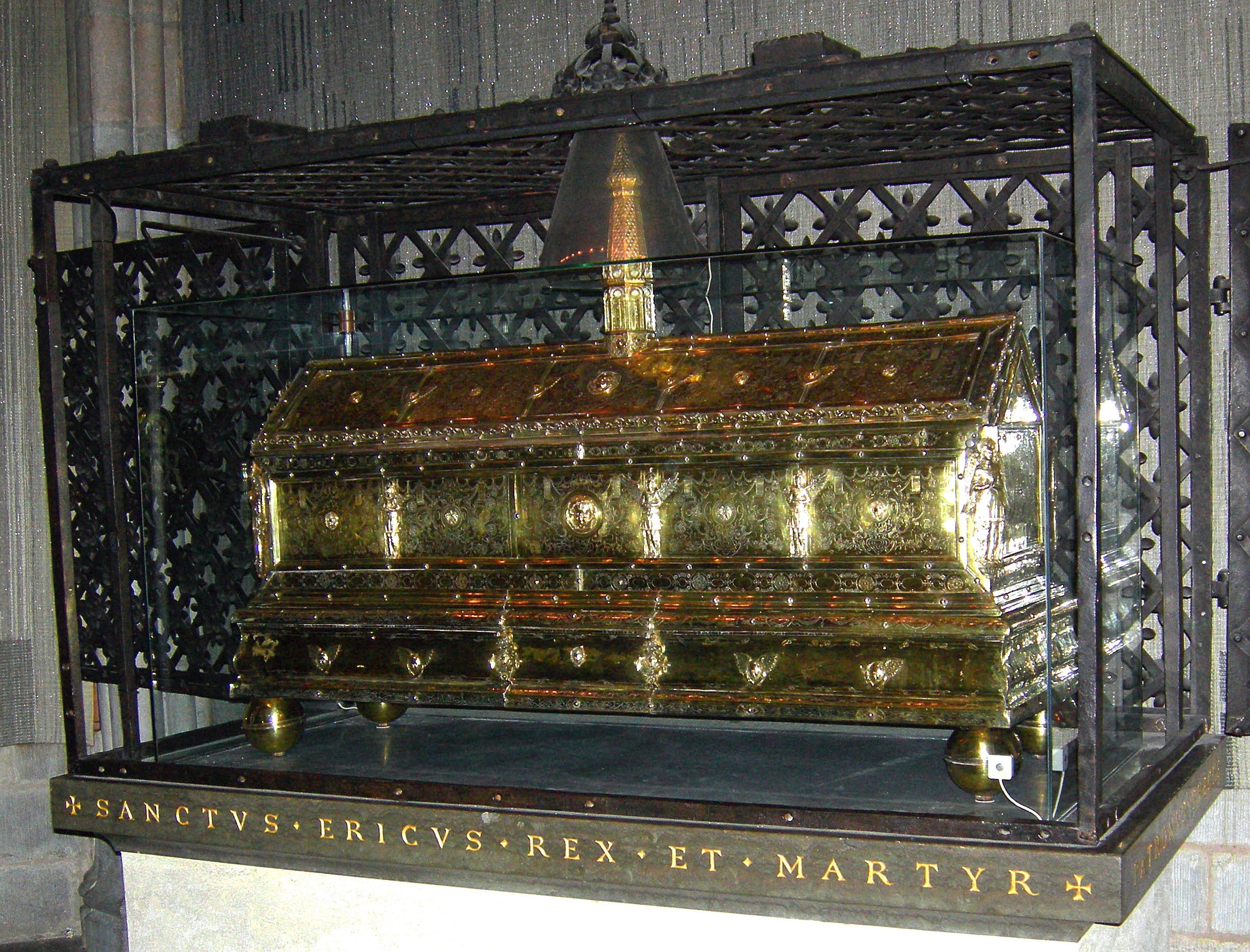
Cofre amb les relíquies a la Catedral d'Uppsala
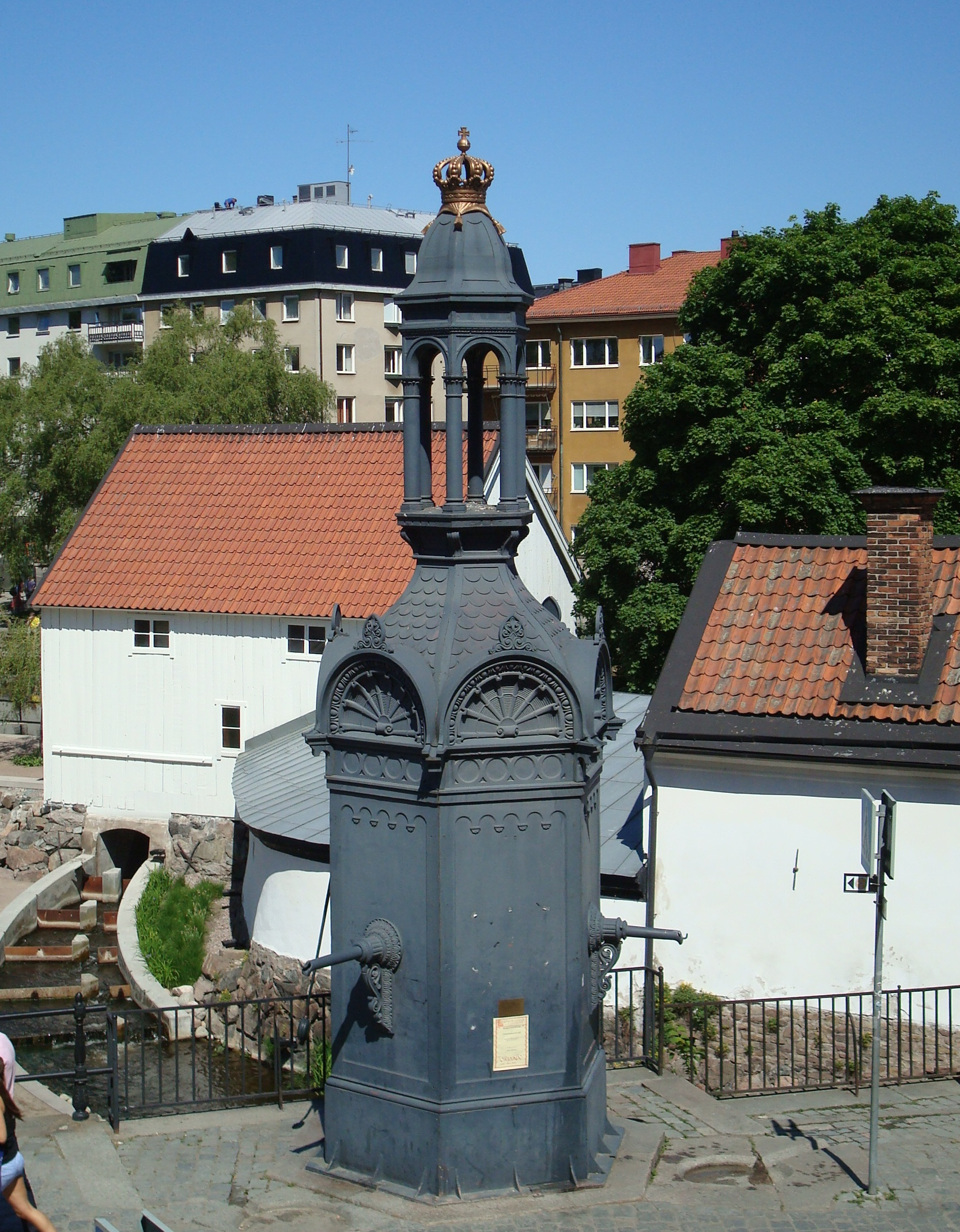
Font de Sant Eric (Uppsala), sorgida al lloc on va ser mort el rei
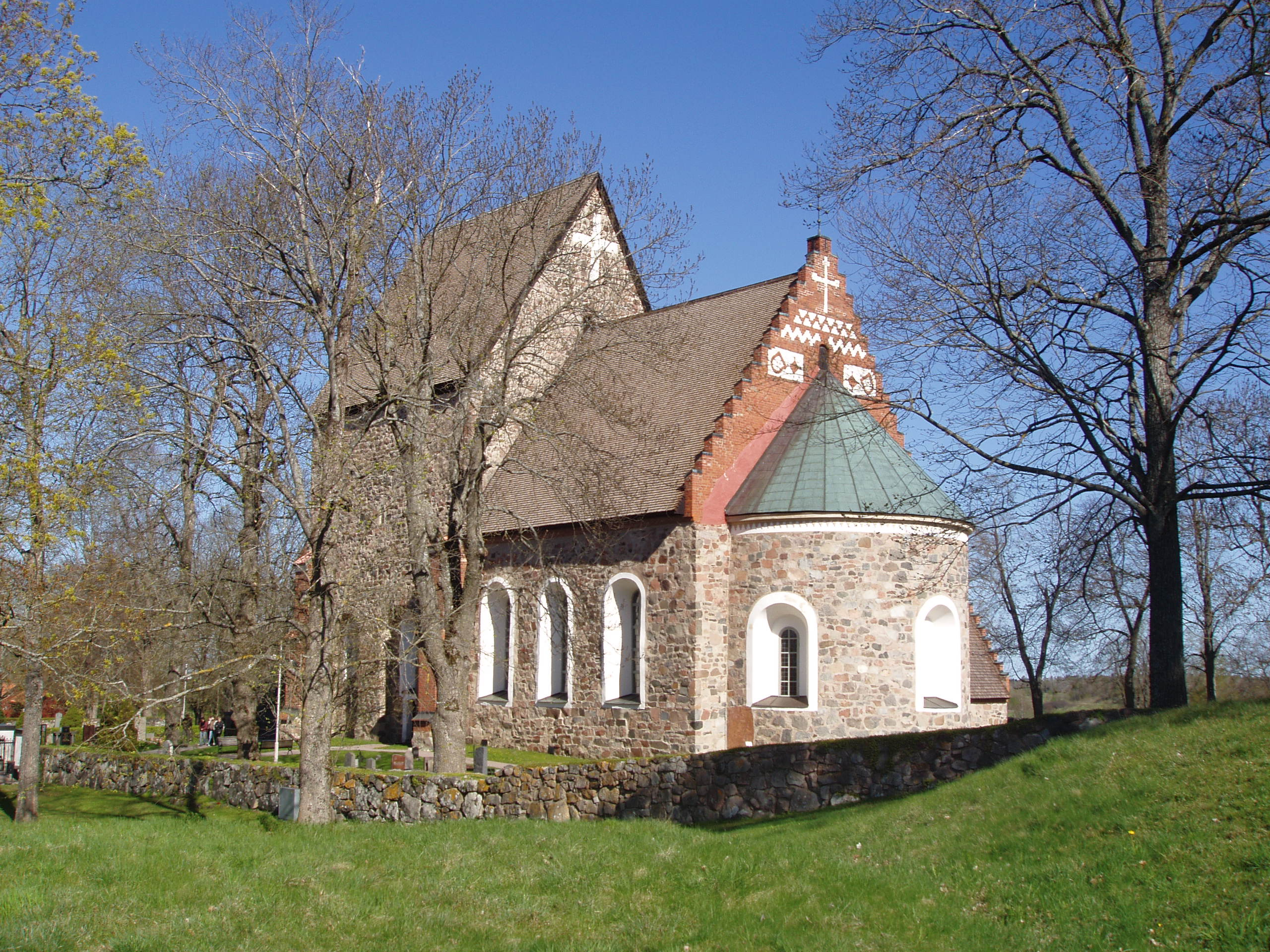
Església de la Vella Uppsala, restes de l'antiga catedral edificada per Eric